# 尚热
尚热（法語：Changé，法語發音：[ʃɑ̃ʒe] ⓘ），法国西北部城市，卢瓦尔河地区大区萨尔特省的一个市镇，隶属于勒芒区，其市镇面积为35.06平方公里，2022年1月1日时人口数量为6,803人，在法国城市中排名第1,636位。
尚热位于萨尔特省中部，省会勒芒市区东南，是勒芒的一个近郊卫星城。

## 地名来源
根据当地官方网站的论述，“Changé”一名最初于加洛林王朝时期以“Cangiacus”的形式被记载，其来源和含义尚有待进一步考证。

## 历史
尚热所处地区有新石器时期遗留的人类活动遗迹，建于公元11世纪的圣马丁教堂则是当地现存历史最久远的建筑物。法国大革命后，尚热成为萨尔特省的一个市镇。1830年，尚热公墓被迁至镇中心外围，原址被改建成为广场。在1893年8月10日的一场风暴中，当地教堂钟楼被摧毁，此后该建筑未能完全恢复原样。1944年8月8日，联军曾对残留于尚热的纳粹德军及设施实施轰炸，当地多处建筑遭到破坏，其重建工程持续到了1950年。

## 地理

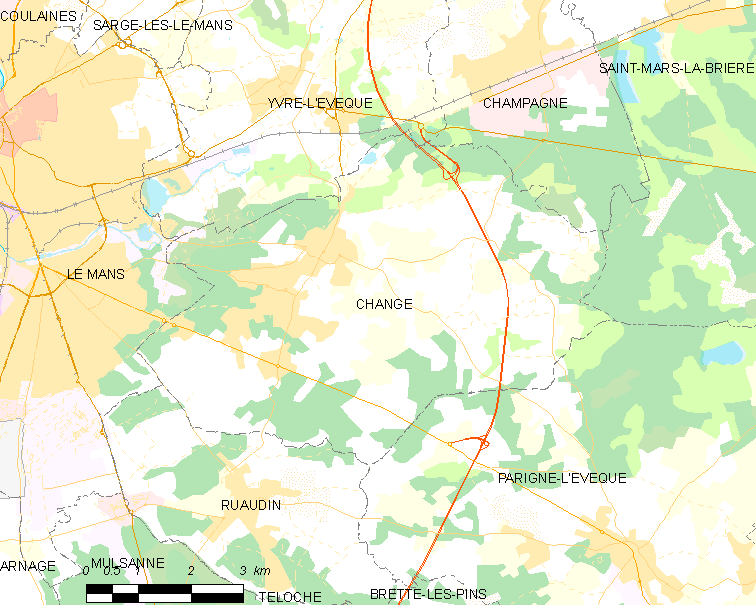
尚热市镇范围地图

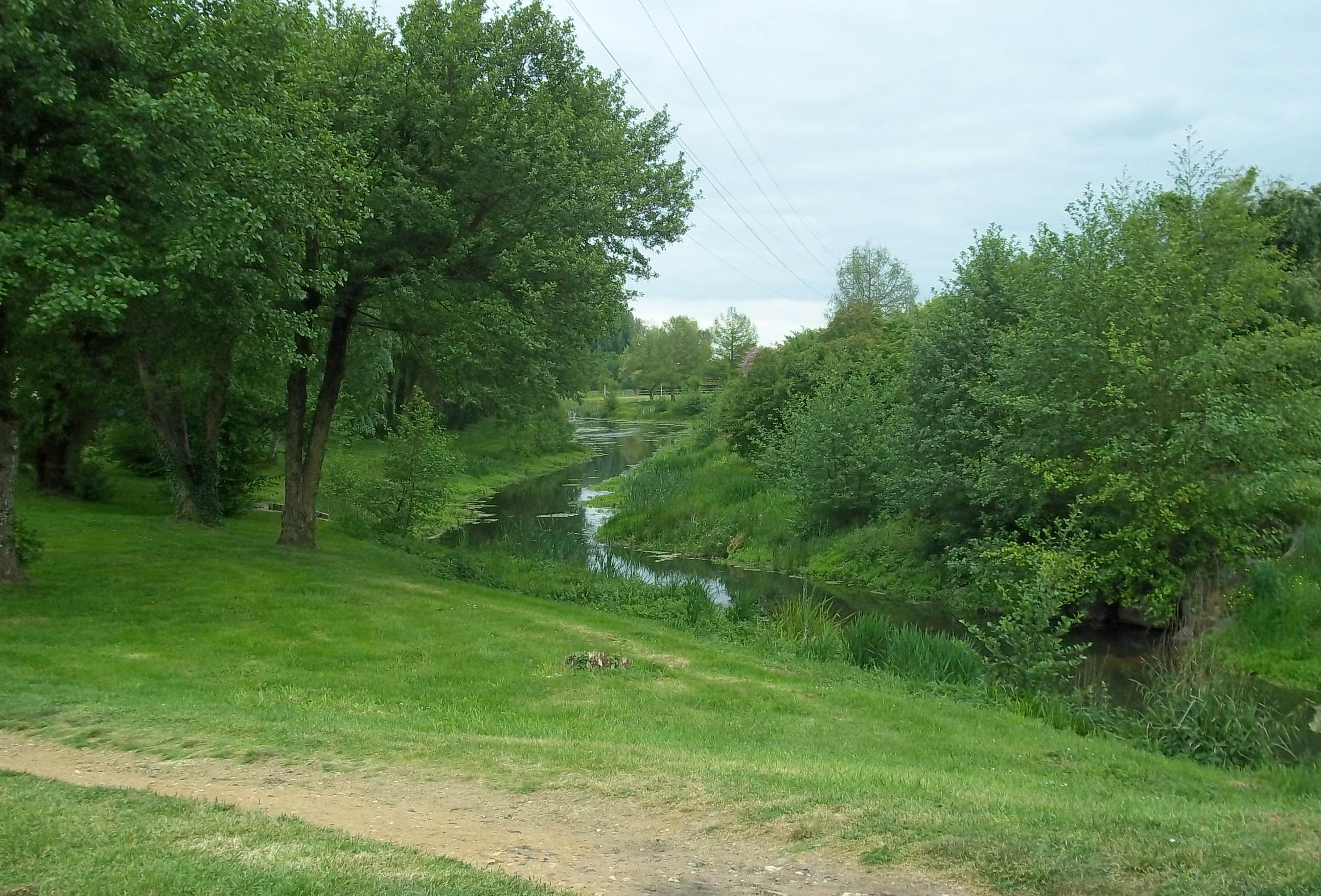
流经尚热的盖佩赖溪

尚热位于法国西北部，卢瓦尔河地区大区东北部和萨尔特省中部，距离省会勒芒大约7公里。与尚热接壤的市镇包括：伊夫雷莱韦克、尚帕涅、勒芒、帕里涅莱韦克、吕欧丹、圣马尔拉布里耶尔。

### 地形
尚热位于法国盆地西部，阿摩里卡丘陵东南部延伸地带，境内以平原为主，市镇中心地势较为平坦，全境海拔在49到127米之间。

### 水文
尚热位于卢瓦尔河流域范围内，盖佩赖溪（ruisseau du Gué Perray）自南向北流经镇中心，该河是于讷河的左岸支流。

### 植被
尚热属于温带阔叶混交林区，市镇范围西北部为尚热树林（Bois de Changé）。
在鲜花城市的评比中，尚热暂未被评级。

### 气候
尚热在柯本气候分类法中属于温带海洋性气候。

## 行政区划
尚热的市镇编号为72058，邮政编号为72560。
在行政管理方面，尚热隶属于法国卢瓦尔河地区大区萨尔特省勒芒区；在地方选举方面，尚热是尚热县的中央投票站所在地，其市镇范围全境被划入萨尔特省第二选区；在社会管理方面，尚热是东南勒芒地区市镇公共社区的组成部分。
法国国家统计与经济研究所（简称）在进行数据统计时，将尚热及相邻的另外18个市镇设为勒芒城市核心区，并将包括核心区在内的周边共122个市镇划为勒芒城市区。自2020年起，勒芒城市区被包含144个市镇的勒芒城市辐射区代替。此外，还将尚热市镇分为了2个“块区”（IRIS），以便于统计人口分布情况。

## 交通

### 公路
多条萨尔特省省道在尚热境内交汇。卢瓦尔河地区大区下属的萨尔特省城际客运216线可前往勒芒。
2019年，89.3%的尚热家庭拥有至少一辆私人汽车。2019年，尚热境内共发生各类交通事故3起，造成4人受伤，其中2人重伤。
| 23 | 6 |

| 勒芒 | 8 |

| 圣卡莱 | 38 |

| 贝尔纳堡 | 40 |

### 铁路
距离尚热最近的客运铁路车站为尚帕涅站。该站停靠往返于沙特尔和勒芒一线的区域列车。

### 航空
距离尚热最近的民用航空站为图尔机场，距离尚热市中心的公路里程约89公里。

### 城市公共交通
截至2022年11月，尚热暂无城市公共交通系统。

## 政治

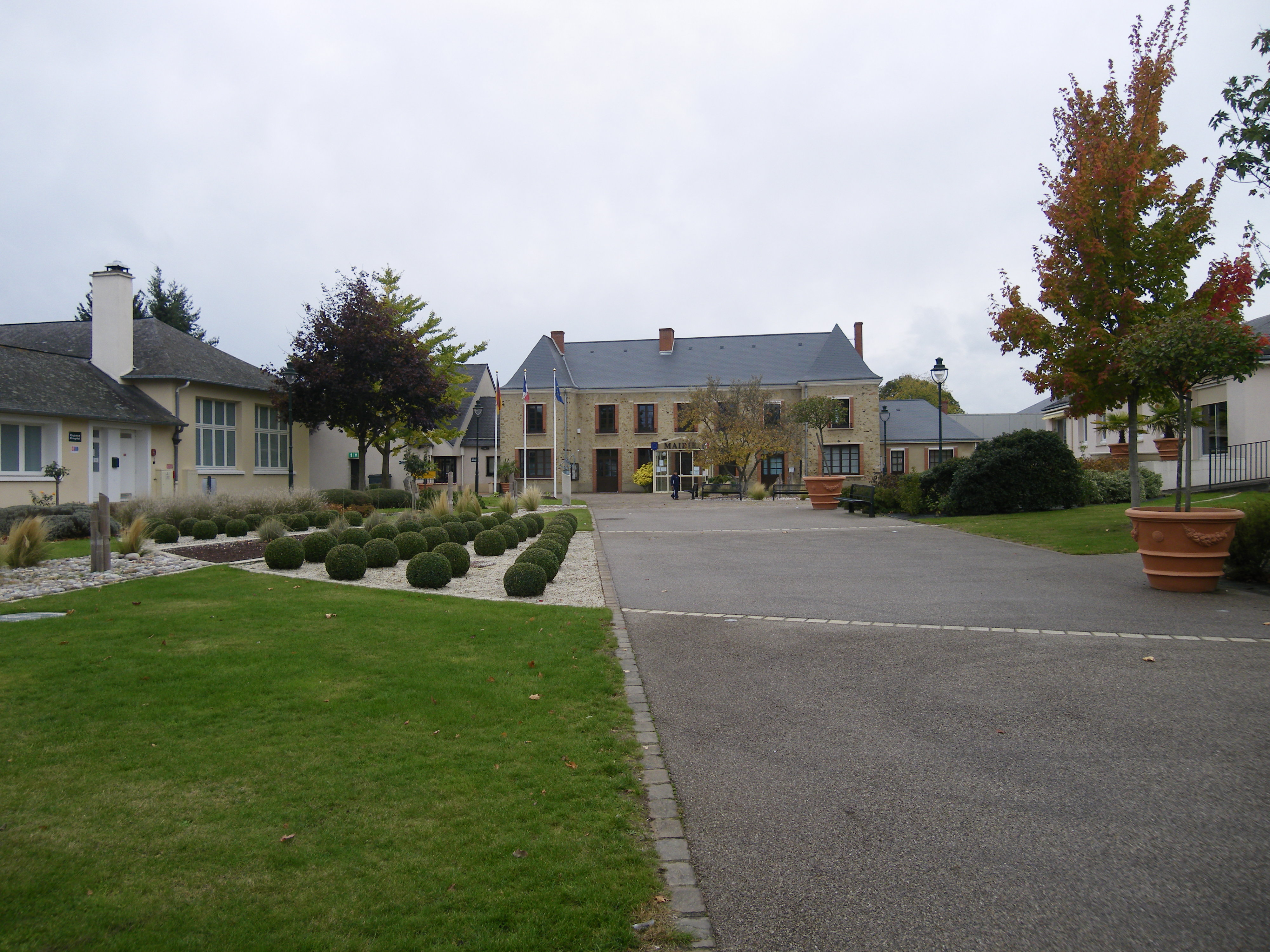
尚热市政厅

尚热的现任市长为伊夫-马里·埃尔韦先生（Yves-Marie HERVÉ），他是一名左翼无党派人士，在2020年的市政选举中获得了64.39%的支持率。
在2022年的法国总统大选中，法国第25任总统埃马纽埃尔·马克龙在尚热获得了61.83%的支持率。

## 人口
2019年，尚热市镇人口数量为6,552，在法国排名第1,636位。其中男性3,179人，女性3,373人，75岁及以上人口占8.7%，外籍人口数量为69人，人口密度为187人/平方公里，当地居民被称为（男性）或（女性）。2020年，尚热境内出生48人，死亡人口40人。
| 尚热1901年－2019年人口变化情况 |
|                                |
| 数据来源：Cassini、INSEE       |

## 经济
尚热是一个勒芒附近的一个近郊卫星城。截止2022年11月，尚热市镇范围内共有各类用人单位（包含自雇）841家，平均历史为15年，其中98.88%为中小型企业（PME），2022年9月至11月间，当地的经济活力指数为0.83%。（零售）、（通讯设施建设）及（工业器械销售）是当地2021年营业额最高的三个企业，分别为32,184,728欧元、16,849,281欧元和6,797,692欧元。

## 财政与居民收入
2020年，尚热的财政收入总额为6,482,180欧元，财政支出总额为5,551,610欧元，当年的债务总额为9,004,120欧元。2021年，尚热市镇共获得951,820欧元的国家财政补助，比上一年减少了10.6%。
2020年，尚热的人均月收入总额为2,612欧元，其中高级职员为4,238欧元，高于法国平均水平（4,230欧元）；中级职员为2,586欧元，高于法国平均水平（2,411欧元）；普通职员为1,810欧元，亦高于法国平均水平（1,740欧元）。
2019年，尚热境内的青壮年（15至64岁）失业率为8.2%，当地61.5%的家庭拥有纳税资格，平均纳税4,294欧元，高于法国平均水平（3,910欧元）。

## 社会事务

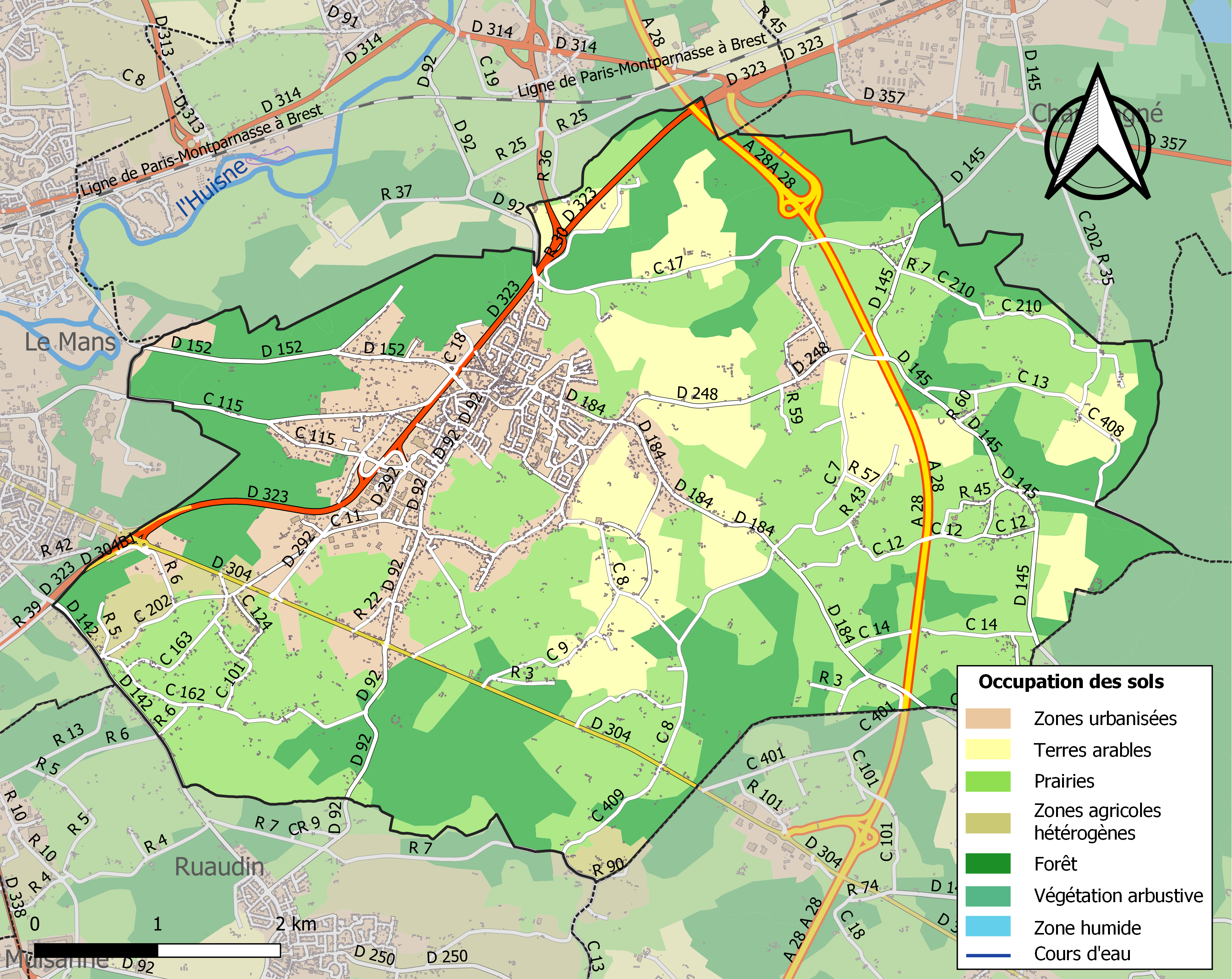
尚热土地利用情况地图

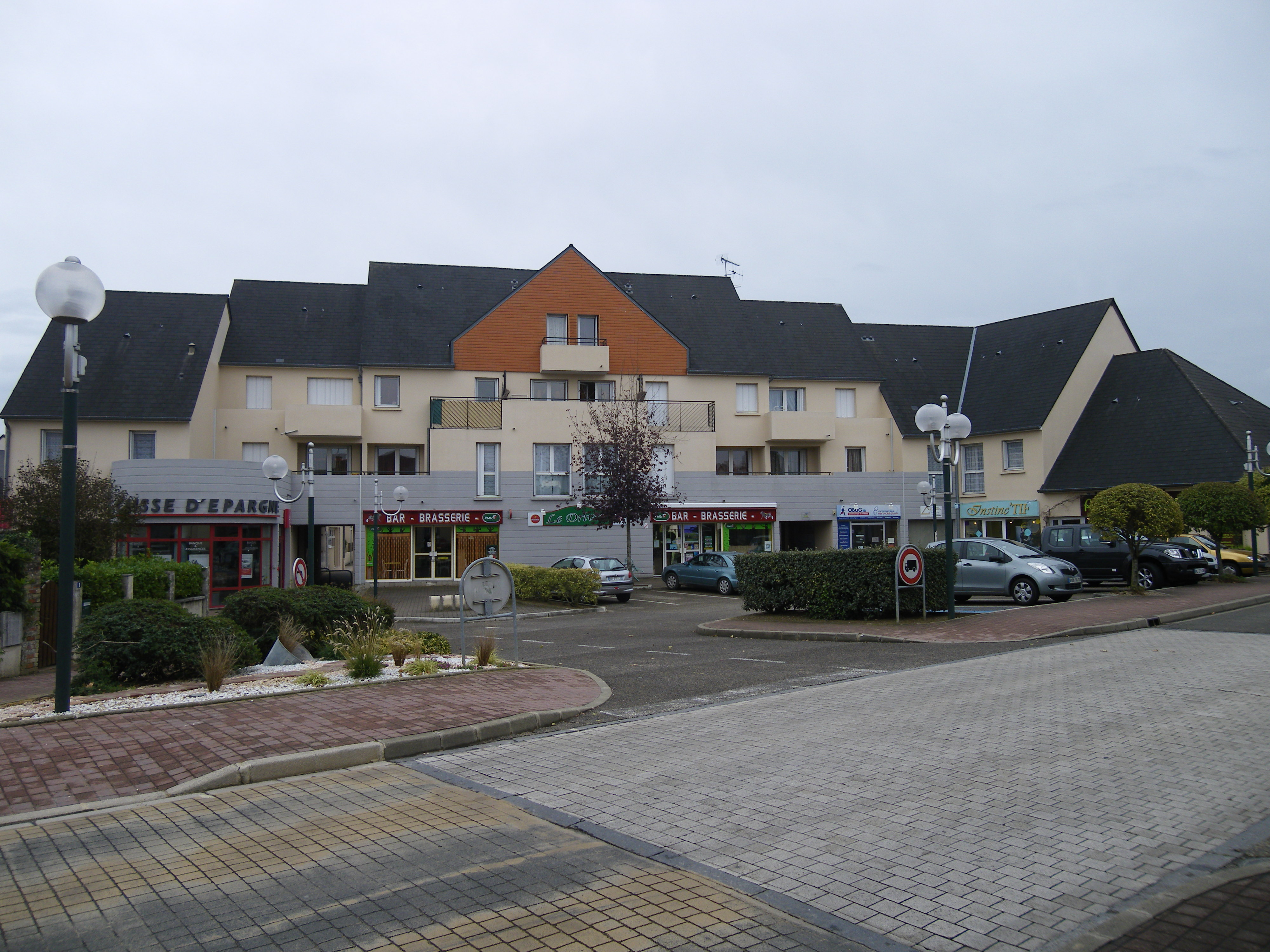
尚热镇中心的商铺

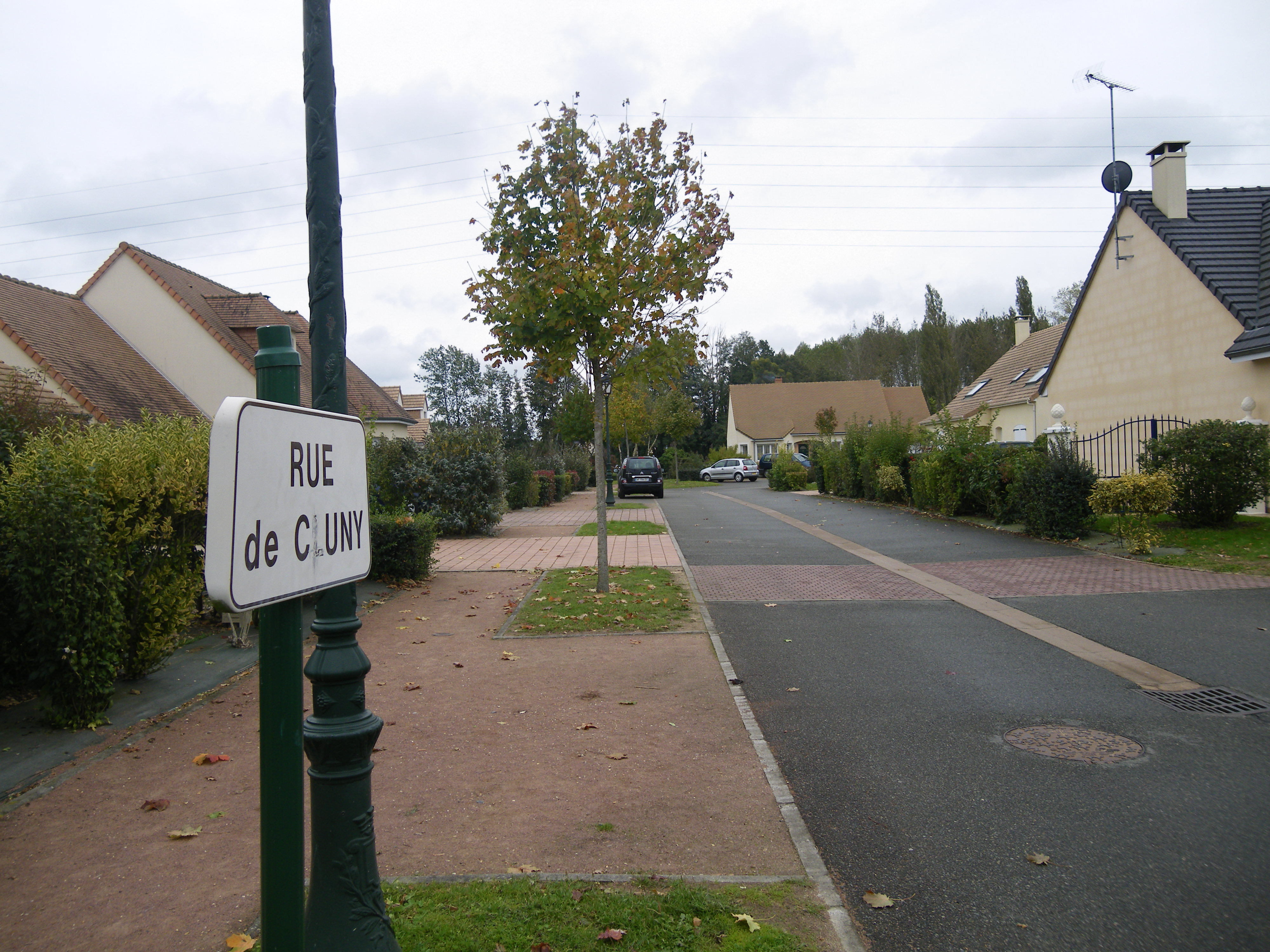
克吕尼街

### 教育
尚热属于南特学区。截止2021年1月1日，尚热境内共有1所幼儿园、1所小学和1所初级中学。2018至2019学年度，尚热境内共有在校中等教育阶段学生412名。

### 医疗
截止2021年1月1日，尚热境内共有全科医生2名、保健师2名、牙医4名和护士3名。境内共有药房2家。
距离尚热最近的区域性医疗机构为勒芒中心医院，其主病区位于勒芒市区西北部，距离尚热市区的正常车程在20分钟以内，该院设有床位1,660个，是当地规模最大的公立综合性医院。

### 住房
2019年，尚热境内共有各类住房2,795套，其中94.7%为独立式居民区，5.0%为集中式居民区。常住房屋占尚热市镇范围内居民建筑总量的94.2%。
在住房保障政策方面，2021年，尚热境内共有225户家庭获得了住房经济补助，受益人数占总人口数量的3.4%，其中207份为房租补助。

### 商业
2021年，尚热境内共有各类实体商铺100家，其中餐厅10家、大型超市3家、面包房2家、肉铺1家、银行门店1家、美容美发店10家、汽车维修店8家。市区西南部建有开放式商业街区，有Super U、Intermarché、Lidl等大型超市。

### 体育
2021年，尚热境内共有2间体育馆、3处网球场、2处马术场、2处足球或橄榄球场以及2处篮球或排球场。
截至2022年11月，尚热境内共有两家注册足球俱乐部。尚热体育俱乐部（CS Changé 72，编号511708）是当地的代表性足球队，成立于19XX年，其主队2022至2023赛季参加卢瓦尔河地区大区足球联赛乙组（法国第七级别），其主场为加布里埃尔·马丁球场（Stade Gabriel Martin）。

### 环境
尚热的环境事务由其所属的东南勒芒地区市镇公共社区联合各级政府协调负责。2021年，尚热境内暂无污染企业。

### 治安
尚热及其附近的共143个市镇是勒芒国家宪兵队（zone gendarmerie de Le Mans）的管辖范围。2020年，该宪兵队累计记录各类案件5,827起，其中盗窃类案件2,853起，经济类案件1,200起，毒品交易类案件90起。

## 文化

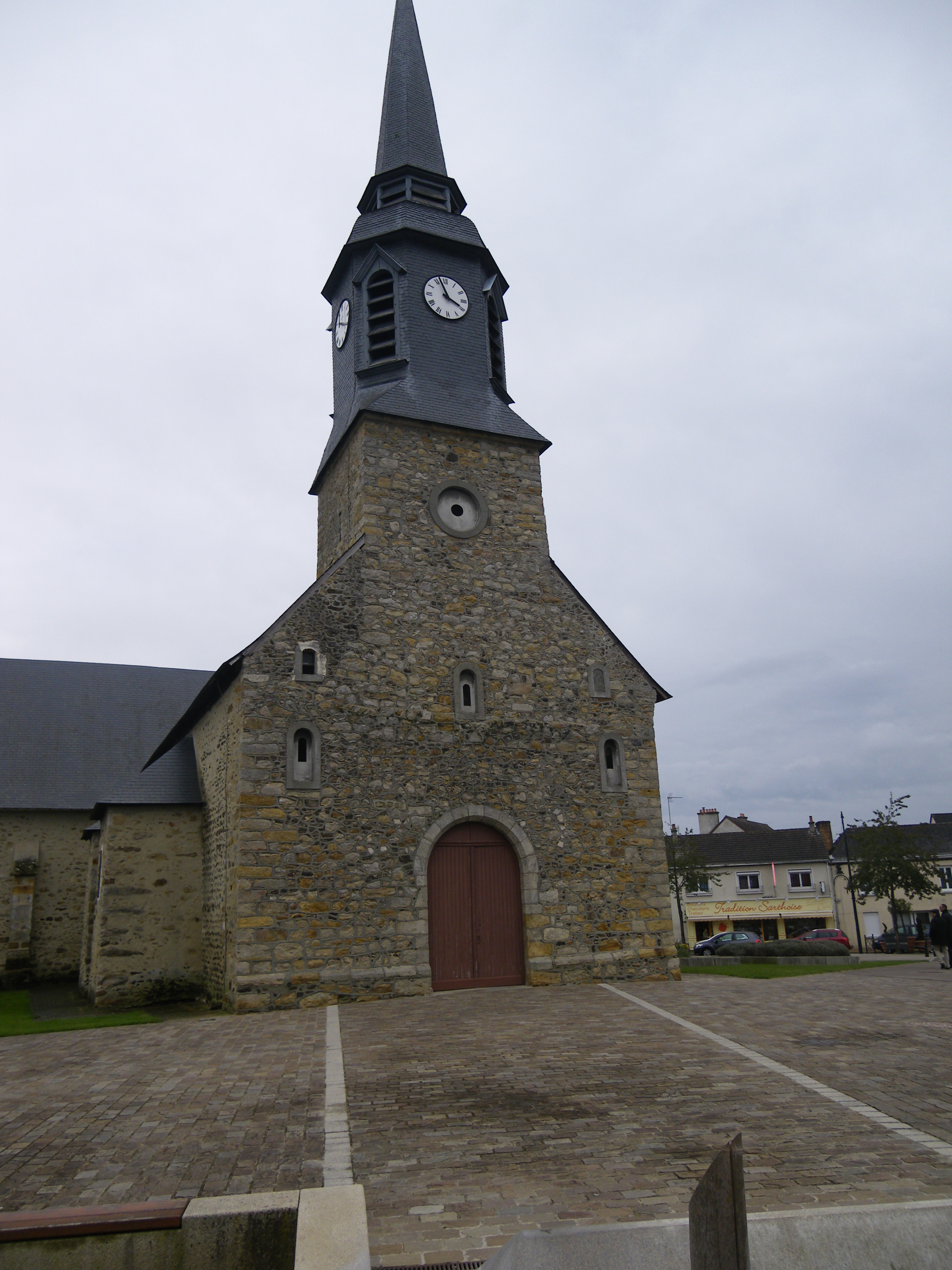
圣马丁教堂

2021年，尚热境内暂无任何文化设施。尚热市政府提供市政图书馆（Bibliothèque municipale），每周二、三、四、六向公众开放。

### 建筑
尚热境内有多处历史建筑，其中拉比扎尔迪耶尔城堡为法国国家文物保护单位，镇中心的圣马丁教堂（Église Saint-Martin de Changé）则是当地的地标性建筑物。

### 旅游
尚热的旅游事务由其所属的东南勒芒地区市镇公共社区负责。2022年，尚热境内共有1家酒店共计20间房间。

### 媒体
法国主要的媒体均可在尚热接收，法国电视三台下属的卢瓦尔河地区大区频道在部分时段播出尚热所属区域的地方新闻。《法国西部报》、《自由曼恩报》、蓝色法兰西曼恩广播、斯韦特广播等是当地主要的地方性媒体。

## 友好城市
截至2022年11月，尚热共与一座城市互为友好城市关系：
- 德国 路德维希绍